# Sobkovice
Sobkovice (en allemand : Sobkowitz) est une commune du district d'Ústí nad Orlicí, dans la région de Pardubice, en République tchèque. Sa population s'élevait à 251 habitants en 2024.

## Géographie
Sobkovice se trouve à 3 km au nord du centre de Jablonné nad Orlicí, à 17 km au nord-est d'Ústí nad Orlicí, à 59 km à l'est de Pardubice et à 155 km à l'est de Prague.
La commune est limitée par Studené au nord, par Těchonín et Jamné nad Orlicí à l'est, par Jablonné nad Orlicí et Mistrovice au sud, et par Nekoř à l'ouest.

## Histoire
La première mention écrite de la localité date de 1543.

## Transports
Par la route, Sobkovice trouve à 4,3 km de Jablonné nad Orlicí, à 21 km d'Ústí nad Orlicí, à 78 km de Pardubice et à 184 km de Prague. 